# NGC 213
NGC 213 ist eine Balken-Spiralgalaxie vom Hubble-Typ SBa im Sternbild Fische auf der Ekliptik. Sie ist schätzungsweise 249 Millionen Lichtjahre von der Milchstraße entfernt und hat einen Durchmesser von etwa 110.000 Lichtjahren. 
Das Objekt wurde am 14. Oktober 1784 von dem deutsch-britischen Astronomen Wilhelm Herschel entdeckt.